# خانواده باراک اوباما
خانواده باراک اوباما (انگلیسی: Family of Barack Obama)، چهل و چهارمین رئیس‌جمهور ایالات متحده آمریکا و همسرش میشل اوباما از مردمان کنیایی، سیاه‌پوستان آمریکا هستند. خانواده اوباما در سال‌های ۲۰۰۹ تا ۲۰۱۷ خانواده اول ایالات متحده آمریکا بود؛ و اولین خانواده اول ایالات متحده آمریکا بودند که نژاد آفریقایی-آمریکایی داشتند.